# Miriam Rivera
Pour les articles homonymes, voir Rivera.
Miriam Rivera, née en 1981 à Hermosillo au Mexique, et morte le 5 février 2019 à Hermosillo, est une mannequin et une personnalité de la télévision transgenre d'origine mexicaine, qui réside à New York. Elle est connue pour avoir joué dans l'émission de télé-réalité britannique There's Something About Miriam et avoir été invitée sur Big Brother Australie 2004. Elle est devient la première star de télé-réalité ouvertement transgenre. Miriam Rivera fait également du mannequinat. Pendant un temps, elle se prostitue et joue dans des vidéos pornographiques,.
Elle est retrouvée morte en février 2019 dans son appartement de Sonora, au Mexique. Sa mort est qualifiée de suicide, mais son mari pense qu'il s'agit d'un assassinat déguisé.
En 2021, Wondery (un site de podcast américain) publie une série de podcasts d'investigation sur la vie de Miriam Rivera et son apparition dans l'émission There Something About Miriam intitulée Harsh Reality. En juin 2022, une série documentaire similaire en trois parties, intitulée Miriam: Death of a Reality Star, est commandée par Channel 4 à Expectation Entertainment,.

## Jeunesse et carrière
Miriam Rivera naît en 1981 au Mexique. Elle s'est vu attribuer un sexe masculin à la naissance et a souhaité une chirurgie de confirmation du sexe à l'âge de quatre ans. Elle a dit que si ses trois frères aimaient le baseball, elle préférait les poupées Barbie. River déclare que des étrangers supposaient qu'elle était une fille « Ils avaient l'habitude de dire à ma mère « Oh, vous avez une jolie fille », et ma mère répondait « C'est mon fils », ce qui me mettait en colère. J'ai aussi toujours été attirée par les hommes. Quand j'avais 11 ans, j'ai rencontré un homme gay qui a commencé à me parler d'hormones, ce qui m'a beaucoup intéressé ».
Miriam Rivera dit qu'elle a rapidement commencé à prendre des hormones. Elle déclare aux journalistes qu'elle fait son coming-out à sa famille après avoir été suspendue de l'école à l'âge de 12 ans et qu'elle reçoit du soutien  de sa famille.
Remy Blumenfeld découvre Miriam Rivera dans un girl band. Il l'engage alors pour dans une émission télévisée qui a ensuite été publiée sous le nom de There's Something About Miriam. le tournage a lieu à Ibiza, mais la date de diffusion de l'émission est retardée jusqu'en 2004, à la suite de plaintes déposées par les candidats, et finalement réglées à l'amiable. la télé-réalité est à l'origine diffusée au Royaume-Uni sur Sky1 en février 2004. Animée par Tim Vincent, elle met en vedette six hommes courtisant Miriam Rivera et qui apprennent qu'elle est transgenre seulement dans le dernier épisode.
Grâce au succès de l'émission, Miriam Rivera été choisie comme invitée sur Big Brother Australia 2004, également produit par Endemol. Un documentaire sur sa vie est commandé, mais jamais diffusé.
En 2007, Miriam raconte avoir  été jetée de la fenêtre de son appartement à New York.Le New York Post rapporte que Miriam Rivera avait été grièvement blessée en 2007 lorsqu'elle a été jetée par la fenêtre du troisième étage de sa maison. Elle commence alors à se prostituer pour pouvoir payer les frais médicaux dues à sa chute. durant les dernières années de sa vie, Miriam Rivera est active dans la ball culture de Manhattan, où elle fait partie de la House of Xtravaganza.

## Vie personnelle et mort
Miriam Rivera est mariée à Daniel Cuervo, et ils vivent ensemble à New York. Elle est retrouvée morte le 5 février 2019, dans son appartement au Mexique. Sa mort est confirmée par Daniel Cuervo dans une publication sur Facebook et a fait l'objet d'une couverture médiatique six mois plus tard,. Sa mort est qualifiée de suicide par pendaison par la police, mais son mari pense qu'elle a été assassinée. Alors qu'il demande à récupérer le corps pour une autopsie, on lui annonce que celui-ci a déjà été incinéré. Il reçoit aussi une menace de mort de la part de quelqu'un qui lui dit de « ne jamais revenir au Mexique, ou nous te tuerons aussi ».

## Filmographie
- There is something about Miriam (2003, Brighter Pictures)[3]
- Big Brother Australie 2004 (2004, Endemol)[9]
- TV Burp (2004)
- Rove Live (2004)
- Good Morning Australia (2004)